# Munktorps-Ekeby
Munktorps-Ekeby este o arie protejată (arie specială de conservare — SAC, sit de importanță comunitară — SCI) din Suedia întinsă pe o suprafață de 0,01 ha, integral pe uscat.

## Localizare
Centrul sitului Munktorps-Ekeby este situat la coordonatele 59°29′52″N 16°11′14″E / 59.4977°N 16.1871°E.

## Înființare
Situl Munktorps-Ekeby a fost declarat sit de importanță comunitară în decembrie 1998 pentru a proteja 1 specie de animale. Situl a fost protejat și ca arie specială de conservare în martie 2011.

## Biodiversitate
Situată în ecoregiunea boreală, aria protejată nu include niciun habitat protejat.
La baza desemnării sitului se află o specie protejată de  amfibieni: triton cu creastă (Triturus cristatus).